# Give Me the Future (album)
Give Me the Future is het vierde studioalbum van de Britse band Bastille. Het werd op 4 februari 2022 uitgebracht en bevat onder andere de singles Distorted Light Beam, Thelma + Louise, No Bad Days, Shut Off the Lights en titelnummer Give Me the Future. Het album werd opgenomen in Londen en geproduceerd door Mark Crew, Dan Smith, Daniel Priddy, Marty Maro, Ryan Tedder en Jonny Coffer. Een deluxe editie van het album verscheen op 7 februari, en bevat onder andere de single Survivin' die eerder al op de EP Goosebumps stond. Give Me the Future vormt een dubbelalbum met Dreams of the Past, dat verscheen op 26 augustus 2022.

## Recensies
Alhoewel de singles geen groot succes kenden, werd het album wel zeer goed ontvangen door critici. NME gaf het album een vier op vijf, en sprak van "a perfect soundtrack to life after lockdown". Ook Dork gaf het album een vier op vijf. Clash schreef dat Bastilles "tried-and-true formula has yet to fail", en gaf het album een acht op tien. Rolling Stone noemde het album "the best and most surprising album of their career to date". Het eerste liveoptreden met alle nummers van Give Me the Future kreeg van Rolling Stone zelfs een vijf op vijf, schrijvend dat "things are looking bigger, brighter and better than ever for one of Britain’s best bands". Humo en De Morgen waren minder positief en gaven het album een drie op vijf, maar De Morgen sprak wel van "muziek die zich kiplekker voelt" en een "kraakverse productie". The Telegraph gaf het album een vier op vijf en noemde het "gloriously addictive". Ook The Independent gaf een vier op vijf, en schreef "the future is bright – for 30 minutes’ worth of bops, at least". DIY gaf het album een drieënhalf op vijf, met als reden dat "Bastille’s choral, digestible power pop DNA is present, but grittier than usual". Gigwise gaf het album een acht op tien, en sprak van "their best record since Bad Blood". Give Me the Future werd Album van de Week op NPO Radio 2.

## Tracks
| 1.                 | Distorted Light Beam           | 2:57 |
| 2.                 | Thelma + Louise                | 2:17 |
| 3.                 | No Bad Days                    | 3:05 |
| 4.                 | Brave New World (interlude)    | 0:27 |
| 5.                 | Back to the Future             | 2:53 |
| 6.                 | Plug In...                     | 2:40 |
| 7.                 | Promises (met Riz Ahmed)       | 1:25 |
| 8.                 | Shut Off the Lights            | 3:07 |
| 9.                 | Stay Awake?                    | 3:07 |
| 10.                | Give Me the Future             | 3:39 |
| 11.                | Club 57                        | 3:12 |
| 12.                | Total Dissociation (interlude) | 0:43 |
| 13.                | Future Holds (feat. BIM)       | 2:43 |
| Totale duur: 32:15 |                                |      |

| 14.                | Back to the Innerverse (interlude)  | 0:20 |
| 15.                | Real Life                           | 2:20 |
| 16.                | Survivin'                           | 2:52 |
| 17.                | Shut Off The Lights (Spinall remix) | 3:06 |
| Totale duur: 40:53 |                                     |      |